# Seznam hejtmanů Kraje Vysočina
Hejtman Kraje Vysočina (do května 2001 hejtman Jihlavského kraje, poté až do července 2012 hejtman Vysočiny) je člen Zastupitelstva Kraje Vysočina, kterého si tento orgán zvolil do svého čela.

## Seznam
| Č. | Portrét | Portrét        | Jméno            | Nástup do úřadu    | Opuštění úřadu     | Navrhující strana | Volby |
| -- | ------- | -------------- | ---------------- | ------------------ | ------------------ | ----------------- | ----- |
| 1. |         | není foto      | František Dohnal | 20. prosince 2000  | 7. prosince 2004   | KDU-ČSL           | 2000  |
| 2. |         | Miloš Vystrčil | Miloš Vystrčil   | 7. prosince 2004   | 14. listopadu 2008 | ODS               | 2004  |
| 3. |         | Jiří Běhounek  | Jiří Běhounek    | 14. listopadu 2008 | 18. listopadu 2020 | ČSSD              | 2008  |
| 3. | 2012    | Jiří Běhounek  | Jiří Běhounek    | 14. listopadu 2008 | 18. listopadu 2020 | ČSSD              |       |
| 3. | 2016    | Jiří Běhounek  | Jiří Běhounek    | 14. listopadu 2008 | 18. listopadu 2020 | ČSSD              |       |
| 4. |         | není foto      | Vítězslav Schrek | 18. listopadu 2020 | 4. listopadu 2024  | ODS               | 2020  |
| 5. |         | není foto      | Martin Kukla     | 4. listopadu 2024  | úřadující          | ANO               | 2024  |